# 彭濟群
彭濟群（1896年11月9日—1992年12月25日）字志雲，中華民国政治家及水利專家。盛京将軍奉天府鐵嶺縣东关人。

## 生平
彭濟群父亲彭廣心，清末任湖北广济知县、山西知府、直隶道台，1904年辞官回铁岭富贵街建筑宅院隐居，当地称“彭家大院”（二十世纪九十年代在城市改造中才拆除），1908年聘周恩来之父周劭纲为家庭幕僚。家境殷實。少年時，他於银冈书院就讀，1910年周恩來随其父居住在彭家，与周恩来是朝夕相處的银冈书院同學和玩伴，因而很快成為朋友。1917年至1920年在北京做留法勤工俭学会务工作，为周恩来、陈毅等上千人办理赴法手续。其後，他赴法国留学水利专业，入巴黎建筑学校並獲得技師資格。回國後任中央觀象台氣象科科長、中法大学数学教授。1928年12月末東北易幟後被任命為遼寧省政府委員兼建設廳廳長。1929年11月任国立北平研究院天算部部長，同时被聘为中央研究院水利研究会会员。1931年5月，作為遼寧省代表參加国民会議。1936年2月，任国民政府華北水利委員会委員長。1941年9月，任行政院全国水利委員会委員。
1945年9月，任嫩江省政府主席。1946年1月24日，彭济群到达齐齐哈尔，宣布成立嫩江省政府。1946年4月22日，在東北民主聯軍进攻下被迫逃離齊齊哈爾。此後只是名義上的嫩江省政府主席（嫩江省政府辦事處位於瀋陽市）。1947年9月，任国民政府主席東北行轅秘書長。次月兼任東北行轅政務委員会委員。1948年9月，任東北剿匪總司令部政務委員会常務委員。由於中華民國國軍在遼沈戰役中作戰失利，1948年10月30日，彭濟群在瀋陽東塔機場希望乘坐C-46運輸機逃走，並從吉普車頂往飛機上爬，但被一腳踢滾下來。由於登機人群過多，場面混亂，彭濟群最終登機失敗。其後在沈阳被俘，被送入北安监狱、兴凯湖劳改农场、抚顺战犯管理所。
1950年受周恩来委托设计松花江大桥。1956年大桥完工后被正式释放。任水利部参事室参事。1992年12月於北京去世。

## 纪念
彭家在铁岭的住宅，作为周恩来故居得以保留。

## 注
1. ↑  . 遼寧省委黨史研究室. 2018-03-05  [2021-11-05]. （原始内容存档于2021-11-05）.
2. 1 2  徐主編（2007）、1928頁。
3. 1 2  劉国銘主編（2005）、2222頁。
4. ↑  . 富裕县政府门户网站.[]
5. ↑  . 中華網. 2009-02-20  [2021-11-05]. （原始内容存档于2021-11-07）.
6. ↑  . 瞭望东方周刊. 2021-11-01  [2021-11-05]. （原始内容存档于2021-11-05）.
7. ↑  . 鳳凰網.   [2020-01-08]. （原始内容存档于2012-02-22）.
8. ↑  . 方輿論壇. 2020-12-20  [2021-11-05]. （原始内容存档于2021-11-05）.
9. ↑  . 族譜錄. 2016-03-25  [2021-11-05]. （原始内容存档于2021-11-05）.